# 1573 год в науке

## События
- Тихо Браге опубликовал свою первую книгу «О новой звезде» (лат. De Stella Nova).

## Родились
- 10 января — Симон Марий (умер 1624), немецкий астроном, дал имена спутникам Юпитера.
- 12 июля — Кристоф Шейнер (умер 1650), немецкий астороном, наблюдал Солнечные пятна.
- 28 сентября — Теодор де Майерн[англ.] (умер 1654 или 1655), швейцарский врач.

## Умерли
- 29 апреля — Гийом Ле Тестю[англ.] (родился 1509), французский капер, исследователь и картограф.
- 29 июля — Джон Кайус (родился 1510), английский врач, стоявший у истоков колледжа Gonville and Caius College, Cambridge